# Batuíra-de-bando
Borrelho-semipalmado ou batuíra-de-bando (Charadrius semipalmatus) é uma espécie de maçarico da família dos caradriídeos habitante da costa leste do Brasil até a Argentina. TaL ave chega a medir 18 cm de comprimento, com o alto da cabeça e partes superiores marrons, fronte, garganta, partes inferiores e colar nucal brancos. Além disso, possuI o bico curto de base amarelada e pernas amarelas.
Também é chamada de batuíra-norte-americana, maçarico-semipalmado e pinga-pinga.